# Stazione di Targia
La stazione di Targia è una stazione di passaggio tra semplice e doppio binario posta sulla linea ferroviaria Messina-Siracusa, al servizio dell'omonima frazione di Siracusa e al termine meridionale del Polo petrolchimico siracusano.

## Storia
Il posto di movimento di Targia entrò in servizio il 5 agosto 1936, ma la trasformazione in stazione, abilitata al traffico viaggiatori e merci, avvenne dopo due anni, precisamente il 4 dicembre 1938.
In seguito all'espansione del polo petrolchimico, venne inglobata lentamente dagli impianti collaterali, dalle raffinerie di petrolio alla grande centrale termoelettrica Tifeo. In seguito a ciò la stazione ebbe un ampliamento del fascio binari con il prolungamento verso nord e il raccordo con i binari interni delle varie industrie. In seguito all'attivazione del tratto terminale a doppio binario divenne Posto di Passaggio tra semplice e doppio binario.
Dal 15 dicembre 2013 la stazione è esercita in telecomando in seguito all'attivazione del Sistema di comando e controllo (SCC) nella tratta Agnone-Siracusa.

## Strutture e impianti
La stazione consiste di un fabbricato viaggiatori posto ad ovest del fascio binari a fianco della strada provinciale di collegamento costiero Siracusa-Priolo Gargallo. La stazione è sempre stata di fermata per le categorie di treni viaggiatori locali.